# 4½ Musketiere
4½ Musketiere, auch bekannt in der Schreibweise Viereinhalb Musketiere, ist eine ungarisch-österreichische Filmkomödie aus dem Jahre 1935 und einer der letzten von antisemitischen Vorgaben freien Emigrantenfilme beider Länder. Unter der Regie eines damals weitgehend unbekannten Ungarn, der später in Hollywood als Leslie Kardos (1905–1962) eine moderate Karriere machen sollte, versammelte sich ein beeindruckendes Aufgebot herausragender Spitzenkomiker des deutschen Films bis Jahresbeginn 1933, die unter Adolf Hitlers Herrschaft nicht mehr arbeiten durften und schließlich das Land verließen: Ernst Verebes, Szöke Szakall, Otto Wallburg, Karl Huszár-Puffy und Felix Bressart. In der weiblichen Hauptrolle ist die ebenfalls aus rassischen Gründen in Deutschland nicht mehr wohlgelittene Annemarie Sörensen zu sehen.

## Handlung
Die titelgebenden viereinhalb Musketiere sind keine degenschwingenden Helden und Tausendsassas längst vergangener Zeiten, sondern freundlich-harmlose und nicht sonderlich erfolgsverwöhnte Musiker: da ist der Geiger Fritz Körner, der Trommler Sattler, der Pianist Bender und schließlich der Trompeter Maurer. Das Quartett wird komplettiert von dem Hund Jonny, einem Foxterrier, der den halben Musketier darstellt. Sie alle bespielen ein Gartencafé. Aufgrund von Sattlers Eigenschaft, sich in alles Mögliche einzumischen, verlieren die vier Musikusse eines Tages ihr letztes verbliebenes Engagement. Körner, der Geiger, wendet sich daraufhin an den bekannten Rundfunksänger Hans Doratti mit der Bitte um Hilfe. Der sagt den Vieren zu, sich um ein Engagement für die kleine Kapelle zu kümmern.
Doratti hat im Gegenzug eine kleine Bitte an Freund Fritz: Er sei gerade in Eile, da eine Tournee anstehe, und so solle sich Körner doch bitte um eine junge Dame kümmern, die sich angesagt hat. Da das Gesicht des Radiosängers weitgehend unbekannt ist und die junge Annie unbedingt ein Autogramm Dorattis haben möchte, solle nun Fritz dieses anstelle Dorattis ausstellen. Als Annie Fritz Körner kennen lernt, ist sie hin und weg und verliebt sich prompt in den falschen Doratti. Auch der Geiger ist von der hübschen Professorentochter äußerst angetan. Als Annie Volksmann eines Tages in der Zeitung liest, dass sich Doratti demnächst vermählen wird, ist sie natürlich tieftraurig, ihr Vater hingegen äußerst wütend. Empört erscheint der Professor mit Anni auf Dorattis Hochzeit, und beide müssen erkennen, dass Annis Doratti nicht der frisch gebackene Ehemann ist. Endlich kann Annie ihren Fritz in die Arme schließen. Professor Volksmann sorgt auch für das wirtschaftliche Überleben der Combo und kauft seiner Tochter und dem Schwiegersohn in spe ein eigenes Restaurant, in dem man nun fortan aufspielen kann.

## Produktionsnotizen
4 ½ Musketiere ist einer der letzten Emigrantenfilme in Österreich, ehe sich die dortige Filmindustrie dem Druck des nationalsozialistischen Deutschlands unterwerfen musste und keine jüdischen Filmschaffende mehr beschäftigte. Der in Wien und Budapest entstandene Streifen wurde am 27. September 1935 in Wien erstmals dem Publikum vorgestellt, Massenstart war der 1. Oktober desselben Jahres. Am 30. Januar 1936 fand die Erstaufführung des Films im co-produzierenden Ungarn statt. Angesichts der massiven jüdischen Beteiligung an diesem Film, vor wie hinter der Kamera, wurde 4 ½ Musketiere erwartungsgemäß im nationalsozialistischen Deutschland verboten.
Kardos, der hier sein Regiedebüt gab, war der Schwager von Hauptdarsteller Szöke Szakall. Márton Vincze entwarf die Filmbauten, Gerhard Goldbaum sorgte für den Ton. Die musikalische Leitung lag bei Hans J. Salter.
Folgende Musiktitel wurden gespielt:
- Hör‘ mir zu, du schöne Unbekannte!
- Vier und ein halber Musketier!

## Schicksale der Mitwirkenden
Kaum einer der an diesem Film Beteiligten blieb vom Faschismus in Europa jener Epoche unberührt:
- László Kardos (Regisseur): Emigration in die USA
- Felix Joachimson (Drehbuchautor): Emigration in die USA
- Karl Noti (Drehbuchautor): im Krieg in Ungarn interniert
- Nikolaus Brodsky (Komponist): Emigration in die USA
- Ernst Verebes (Schauspieler): Emigration in die USA
- Szöke Szakall (Schauspieler): Emigration in die USA
- Otto Wallburg (Schauspieler): ermordet in Auschwitz
- Karl Huszár-Puffy (Schauspieler): umgekommen in einem stalinistischen Lager
- Felix Bressart (Schauspieler): Emigration in die USA
- Annemarie Sörensen (Schauspielerin): Emigration nach Großbritannien
- Gerhard Goldbaum (Tontechniker): ermordet in Auschwitz
- Hans J. Salter (musikalische Leitung): Emigration in die USA

## Kritiken
Der Film war nicht sonderlich erfolgreich und bekam, vor allem wegen seiner banalen Handlung, gemischte bis maue Kritiken. In neuerer Zeit wurde bei der Beurteilung aber auch auf den trotz klassischem Film-Happy-End in 4½ Musketiere bisweilen durchschimmernden, sozialkritischen Subtext hingewiesen. Nachfolgend vier Beispiele:
Die Österreichische Filmzeitung sah in ihrer Ausgabe vom 4. Oktober 1935 in 4½ Musketiere einen „an komischen Situationen reichen Film“.
Paimann’s Filmlisten resümierte: „Dünnes, gegen Ende kaum glaubhaftes Filmgeschehen um ein Massenaufgebot erster Komiker. Wenn auch aus ihnen nicht alles herausgeholt [wird], geht der Lacherfolg doch auf ihr Konto.“
film.at verortete in dem Lustspiel „geschliffene[n] Ironie“ und „hochtrabende[n] Pointen“ und verwies überdies auf die Tatsache, dass das Gros der hier auftretenden Darsteller in Hitler-Deutschland verfolgt, aus dem Lande gedrängt oder sogar ermordet wurde. „Zuvor schufen sie künstlerisch hochwertiges, aber »unerwünschtes Kino«, das die gravierenden sozialen Probleme der Zeit mit einem feinsinnigen Lachen anzudeuten verstand.“
„Wie in vielen anderen Emigrantenfilmen spielen auch in 4½ Musketiere soziale Zeitbezüge als Handlungsmatrix einer vordergründig heiteren Erzählung eine nicht unwesentliche Rolle. Arbeitslosigkeit, drohender Verlust der Wohnung und die Notwendigkeit menschlicher Solidarität sind die Determinanten einer Geschichte, an deren obligatem Happy-End aber niemals gezweifelt werden kann.“